# Pietrari (gmina Pietrari)
Pietrari – wieś w Rumunii, w okręgu Vâlcea, w gminie Pietrari. W 2011 roku liczyła 1521 mieszkańców.